# Delphacidae
I Delfacidi (Delphacidae Leach, 1815) sono una Famiglia cosmopolita comprendente insetti dell'Ordine dei Rincoti Omotteri, Superfamiglia dei Fulgoroidei.
Questo raggruppamento è uno dei più importanti della superfamiglia, per il numero di specie e per l'importanza agraria di molte di esse.

## Descrizione
I Delfacidi sono insetti di piccole dimensioni, morfologicamente eterogenei, con livree talora caratterizzate da colori vivaci. È frequente il dimorfismo sessuale, con femmine microttere.
Il capo presenta le caratteristiche morfologiche tipiche della maggior parte dei Fulgoroidei, con regione fronto-clipeale percorsa da carene longitudinali, ocelli in numero di due disposti sotto gli occhi e lateralmente rispetto alle carene laterali, antenne con flagello filiforme e non segmentato e i due articoli prossimali ingrossati.
Le ali anteriori sono trasformate in tegmine, disposte a tetto in fase di riposo. La regione anale, detta clavo, ha le nervature terminanti sul margine senza raggiungere perciò l'apice del clavo. La regione anale delle ali posteriori è priva di nervature trasversali.
Le zampe presentano, come in tutti i Fulgoroidei, le coxe allungate. La caratteristica morfologica che distingue i Delfacidi da tutte le altre famiglie è la presenza, all'estremità distale delle tibie posteriori, di un vistoso sperone mobile dai margini generalmente dentati.
È frequente l'emissione di cera in varie forme dall'addome.

## Importanza
Fra i Delfacidi sono comprese specie di grande importanza agraria, di cui almeno 30 vettori di virus fitopatogeni. Nell'ambito degli Auchenorrinchi costituiscono, sotto questo aspetto, i fitomizi di maggiore importanza economica insieme ai Cicadellidi. Anche se tendenzialmente polifagi, i Delfacidi attaccano prevalentemente le Graminacee risultando, particolarmente dannosi ai cereali.
In Italia la specie di maggiore interesse è la cicalina striata (Laodelphax striatellus). Questa specie è diffusa nelle regioni paleartica, neartica e nella orientale. In Italia attacca principalmente le graminacee spontanee e, soprattutto, il frumento. Sul mais, pur non essendo in grado di riprodursi, gli adulti trasmettono il virus MRDV (Maize Rough Dwarf Virus, nanismo ruvido del mais), verso il quale si riscontra una scarsa tolleranza degli ibridi americani. La virosi colpisce in natura solo il mais e alcune graminacee spontanee, mentre in condizioni sperimentali può essere trasmessa dalla cicalina anche ai cereali autunno-vernini. La stessa specie può inoltre trasmettere, in specifiche condizioni e regioni geografiche, i seguenti virus:

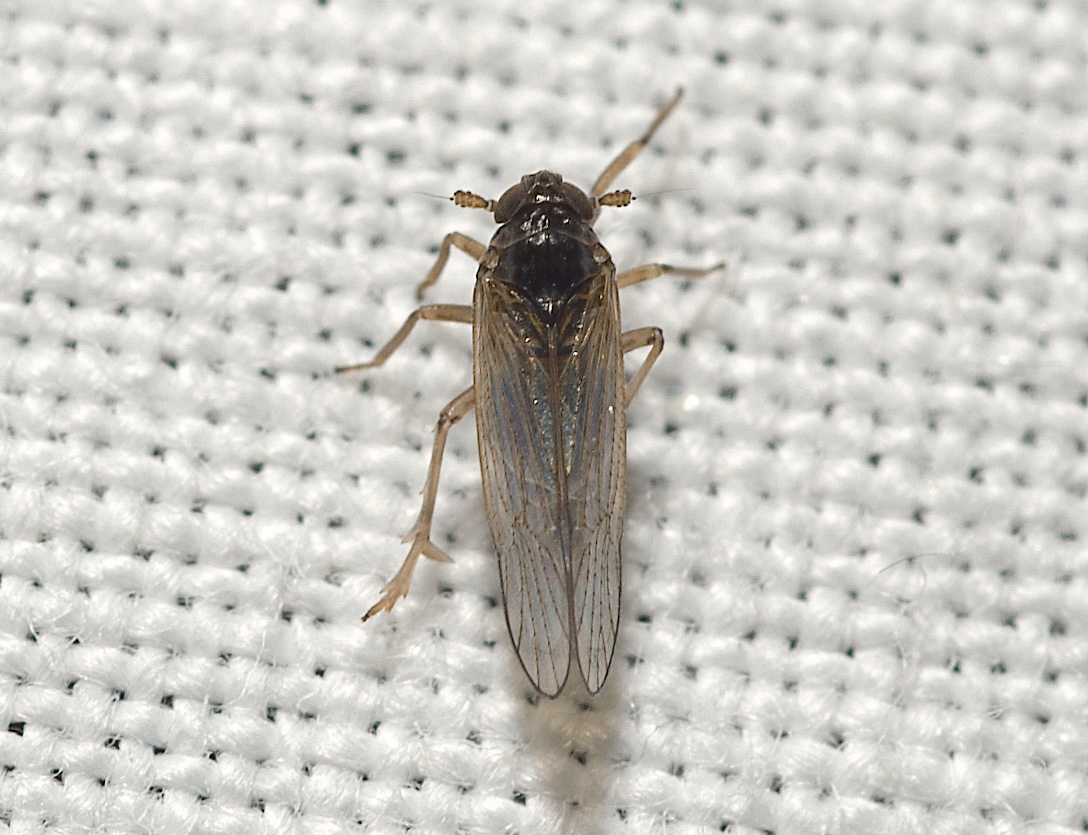
Javesella pellucida.

- BYSMV (Barley Yellow Striate Mosaic Virus, mosaico giallo striato dell'orzo), sinonimo di WCSV (Wheat Chlorotic Streak Virus) su orzo, frumento e miglio[5][6][7][8][9][10].
- NCMV (Northern Cereal Mosaic Virus) su orzo e frumento e, sperimentalmente, su varie graminacee[5][11][12].
- RSV (Rice Stripe Virus) su riso, frumento e mais[5][13].
- RBSDV (Rice Black Streaked Dwarf Virus) su riso, mais e cereali autunno-vernini (frumento, orzo, avena)[5][14].

Altra specie particolarmente dannosa in tutte le regioni temperate è Javesella pellucida, diffusa nelle regioni paleartica e neartica. La polifagia della J. pellucida e molto più marcata di quella della cicalina striata e si estende al 90% delle piante coltivate. Fra gli agenti di virosi trasmessi da questa specie e da altre del genere Javesella si citano il nanismo ruvido del mais, l'EWSMV (European Wheat Striate Mosaic Virus) e l'OSDV (Oat Sterile Dwarf Virus).

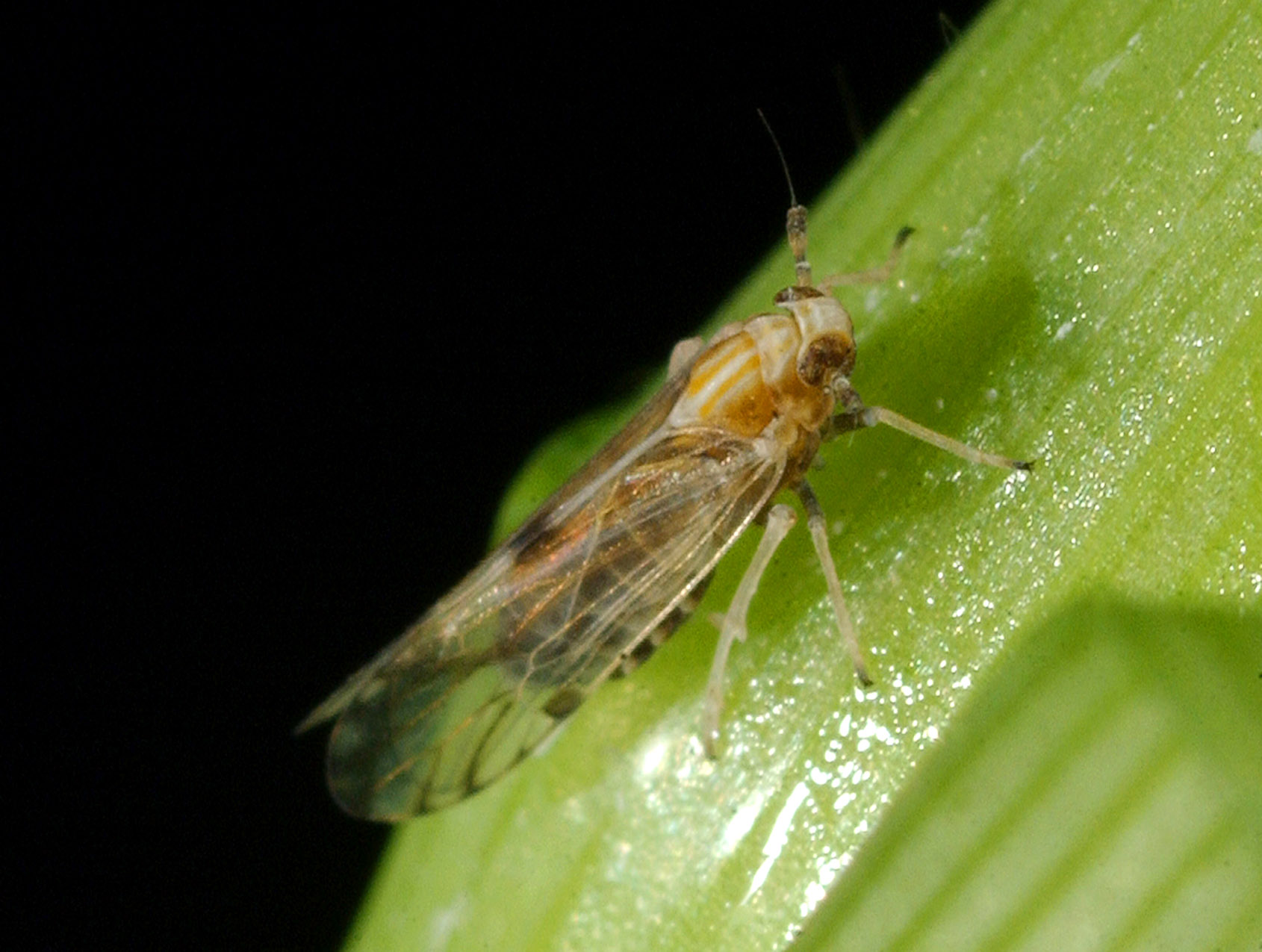
Peregrinus maidis.

In ambito mondiale uno dei Delfacidi più temibili è il Peregrinus maidis. Questa specie è diffusa nelle regioni tropicali di tutti i continenti, estendendosi anche a latitudini maggiori nel Nordamerica e in Australia. È considerato uno dei fitofagi più dannosi a carico del mais e del sorgo. È l'unico vettore dei virus MMV (Maize Mosaic Virus) e MSV (Maize Stripe Virus) e, insieme ad altri Rincoti, di alcuni altri virus.
L'importanza del P. maidis come vettore è tale da ritenere che il virus del Mosaico del Mais (MMV) abbia avuto un ruolo determinante nel crollo della civiltà Maya a causa della propagazione epidemica della virosi.

## Sistematica
La famiglia dei Delfacidi è una delle più numerose. Alcune fonti citano 1200-1300 specie ripartite fra circa 230 generi, altre citano oltre 2000 specie ripartite fra circa 280 generi.
La suddivisione interna comprende 7 sottofamiglie, a loro volta suddivise in una o più tribù.
- Asiracinae. Cosmopolita, comprende circa 35 specie a distribuzione prevalentemente neartica, paleartica occidentale e neotropicale. Si suddivide in quattro tribù: Asiracini, Idiosystanini, Platysystanini, Tetrasteirini.
- Delphacinae. È la più vasta con circa 1800 specie distribuite in tutte le regioni zoogeografiche. Si suddivide in tre tribù: Delphacini, Saccharosydnini, Tropidocephalini.
- Kelisiinae. Cosmopolita, è rappresentata prevalentemente nelle regioni neartica e paleartica occidentale, comprende circa 50 specie riunite nell'unica tribù dei Kelisiini.
- Plesiodelphacinae. Rappresentata esclusivamente nella regione neotropicale, comprende 9 specie riunite nella tribù Plesiodelphacini.
- Stenocraninae. Cosmopolita, comprende circa 85 specie, prevalentemente rappresentate nelle regioni neartica e paleartica, e riunite nella tribù Stenocranini.
- Ugyopinae. Rappresentata per la quasi totalità nelle regioni neotropicale, orientale e australasiana, comprende circa 160 specie ripartite in tre tribù: Eodelphacini, Neopunanini, Ugyopini.
- Vizcayinae. Rappresentata esclusivamente nella regione orientale e in Cina, comprende circa 10 specie riunite nell'unica tribù dei Vizcayini.